# Агешин, Григорий Севастьянович
Григо́рий Севастья́нович Аге́шин (2 [15] февраля 1915 — 8 февраля 1982) — красноармеец, участник Великой Отечественной войны, стрелок 3-го батальона 1281-го стрелкового полка 60-й стрелковой дивизии 47-й армии 1-го Белорусского фронта, Герой Советского Союза (1945).

## Биография
Григорий родился 2 (15) февраля 1915 года в селе Большая Журавка, ныне Аркадакского района, в семье крестьянина. Русский. Образование начальное. В предвоенные годы работал заведующим столовой совхоза «Выдвиженец» Ртищевского района.
С 1941 по 1945 годы находился в рядах Красной Армии. Сражался с немецко-фашистскими захватчиками на Западном и 1-м Белорусском фронтах. С июля 1941 до июля 1944 года вёл борьбу с гитлеровскими оккупантами в составе партизанской бригады «За Советскую Белоруссию» в качестве рядового партизана и командира диверсионного взвода. Принимал участие в освобождении Белоруссии, Польши, разгроме врага на территории Германии. Был ранен и контужен.
В послевоенные годы работал председателем колхоза имени В. И. Чапаева (Аркадакский район), управляющим межрайонной конторой «Главвторсырье». Персональный пенсионер, проживал в городе Аркадаке.

## Награды
- Герой Советского Союза (27 февраля 1945) — за доблесть и мужество, проявленные при форсировании Вислы и в боях за освобождение Варшавы.
- Орден Ленина (1945)
- Медаль «Партизану Отечественной войны» 1-й степени
- Медаль «За взятие Берлина»
- Медаль «За освобождение Варшавы» и две другие медали

## Память
- Мемориальная доска в память об Агешине установлена Российским военно-историческим обществом на здании Большежуравской начальной школы, где он учился.